# Marek Fiedor
Marek Fiedor (ur. 1962 w Gorlicach) – polski reżyser teatralny. Jest absolwentem wydziału teatrologii Uniwersytetu Jagiellońskiego (1986), a także wydziału reżyserii Państwowej Wyższej Szkoły Teatralnej w Krakowie (1992). Debiutował w 1990 w Teatrze im. Juliusza Słowackiego w Krakowie reżyserią Apokryfu wigilijnego według własnego scenariusza. Laureat nagrody im. Konrada Swinarskiego - przyznawanej przez redakcję miesięcznika "Teatr" - za sezon 2001/2002, za reżyserię spektaklu „Matka Joanna od Aniołów” według Jarosława Iwaszkiewicza w Teatrze im. Kochanowskiego w Opolu.

## Zrealizowane spektakle
- Apokryf wigilijny - Teatr im.Słowackiego w Krakowie, premiera 29 grudnia 1990
- Kochankowie piekła według Calderona - Teatr Ludowy Kraków - Nowa Huta, premiera 12 lutego 1993
- Zdrada Harolda Pintera - Stary Teatr im. Heleny Modrzejewskiej w Krakowie, premiera 6 listopada 1993
- Nie igra się z miłością Alfreda de Musseta - Teatr im. Horzycy w Toruniu, premiera 8 maja 1994
- Don Kichote Miguela de Cervantesa - Stary Teatr im. Heleny Modrzejewskiej w Krakowie, premiera 22 kwietnia 1995
- Mewa Antoniego Czechowa - Teatr Polski we Wrocławiu, premiera 18 listopada 1995
- Peer Gynt Henrika Ibsena - Stary Teatr im. Heleny Modrzejewskiej w Krakowie, premiera 15 grudnia 1996
- Ożenek Nikołaja Gogola - Teatr im. Horzycy w Toruniu, premiera 16 kwietnia 1997
- Tryptyk Wyspiański - Teatr Polski w Poznaniu, premiera 22 maja 1998
- Paternoster Helmuta Kajzara - Teatr im. Horzycy w Toruniu, premiera 7 listopada 1998
- Don Juan Molier, Puszkin, Frisch - Stary Teatr im. Heleny Modrzejewskiej w Krakowie, premiera 17 kwietnia 1999
- Niewinni według Hermana Brocha - Teatr Dramatyczny im. Jana Kochanowskiego w Opolu, premiera 8 stycznia 2000
- Tryptyk Wyspiański według Stanisława Wyspiańskiego - Stary Teatr im. Heleny Modrzejewskiej w Krakowie, premiera 25 marca 2000
- Anioły w Ameryce Tony'ego Kushnera - Teatr im. Horzycy w Toruniu, premiera 30 września 2000
- Sytuacje rodzinne Biljany Srbljanović  - Teatr Dramatyczny im. Jana Kochanowskiego w Opolu, premiera 10 lutego 2001
- Matka Joanna od Aniołów według Jarosława Iwaszkiewicza - Teatr Dramatyczny im. Jana Kochanowskiego w Opolu, premiera 26 stycznia 2002
- Baal Bertolta Brechta - PWSFTViT w Łodzi, premiera 14 grudnia 2002
- Format: Rewizor według Nikołaja Gogola - Teatr Dramatyczny im. Jana Kochanowskiego w Opolu, premiera 26 czerwca 2003
- Proces Franza Kafki - Teatr Polski w Poznaniu, premiera 20 lutego 2004
- Samobójca Nikołaja Erdmana - Teatr Dramatyczny w Warszawie, premiera 27 czerwca 2004
- Dżuma Alberta Camusa - Teatr im. Stefana Jaracza w Łodzi, premiera 18 grudnia 2004
- Kobieta sprzed dwudziestu... Rolanda Schimmelpfenniga - Teatr Polski w Poznaniu, premiera 19 listopada 2005
- Baal Bertolta Brechta - Teatr Dramatyczny im. Jana Kochanowskiego w Opolu, premiera 10 listopada 2006
- Rewizor Nikołaja Gogola - Teatr im. Stefana Jaracza w Łodzi, premiera 12 listopada 2011

## Nagrody
- 2002: Nagroda im. Konrada Swinarskiego – za reżyserię spektaklu „Matka Joanna od Aniołów” wg Jarosława Iwaszkiewicza w Teatrze im. Kochanowskiego w Opolu[1]